# Saint-Yrieix-sur-Charente
Saint-Yrieix-sur-Charente település Franciaországban, Charente megyében. Lakosainak száma 7556 fő (2022. január 1.). Saint-Yrieix-sur-Charente Angoulême, Balzac, Fléac, Gond-Pontouvre és Vindelle községekkel határos.

## Népesség
A település népessége az elmúlt években az alábbi módon változott:
| Lakosok száma | 3531 | 5317 | 6436 | 6867 | 7167 | 7206 | 7274 | 7381 | 7499 | 7556 |
|               | 1968 | 1982 | 1990 | 2006 | 2013 | 2015 | 2017 | 2019 | 2020 | 2022 |